# Yoon Bo-sang
Đây là một tên người Triều Tiên, họ là Yoon.
Yoon Bo-sang (tiếng Hàn: 윤보상; sinh ngày 9 tháng 9 năm 1993) là một cầu thủ bóng đá Hàn Quốc thi đấu ở vị trí thủ môn cho Gwangju FC ở K League Classic.

## Sự nghiệp
Yoon Bo-sang gia nhập đội bóng tại K League Classic Gwangju FC vào tháng 1 năm 2016.